# Pokolj u Buči
Pokolj u Buči (ukrajinski: Бучанська різанина) je ratni zločin nad građanima kijevskog predgrađa Buče kojeg je počinila Ruska vojska između 27. veljače do 14. ožujka, tijekom invazije Rusije na Ukrajinu 2022. Prema ukrajinskim izvorima, zločine su počinili pripadnici 64. motorizirane streljačke brigade Ruske vojske iz Habarovskog kraja na dalekom istoku Rusije. Kao glavnog odgovornog po zapovjednoj odgovornosti Ukrajinci prokazuju potpukovnika Azatbeka Omurbekova.

## Kontekst
Dana 24. veljače 2022. godine, nakon višemjesečnih napetosti i optužbi na račun Ukrajine, Ruska je Federacija pokrenula masovnu invaziju na ovu zemlju. Nakon nekoliko tjedana borbi u Ukrajini, iskristalizirala su se tri glavna bojišta: južno u kojem su ruske snage nadirale iz smjera okupiranog Krima, istočnog, odakle su Rusi napadali položaje Ukrajinske vojske iz Donbasa, te sjevernog bojišta, gdje su ruske snage preko teritorija Bjelorusije upale na područje Černobila i nadirale prema ukrajinskoj metropoli Kijevu. Jedna od glavnih udarnih sila strateškog napadnog pravca prema Kijevu, bila je 35. općevojna armija Ruske Federacije, koja je za potrebe rata u Ukrajini, u ranijim tjednima dovedena iz Istočnog vojnog okruga, s granice s Kinom.

### Bitka za Kijev
Iako su u početnim tjednima rata, ruske zračno-desantne snage pokušavale zauzeti strateški važne zračne luke Antonov u okolici Kijeva, kako bi preko njih mogle dovoditi pojačanja, linije bojišnice su se u konačnici pomaknule na sjeverozapadna kijevska predgrađa poput Buče, Irpina i sl., gdje su se razvile žestoke borbe između kolona ruskih kopnenih snaga s jedne, te Ukrajinske vojske i Teritorijalne obrane s druge strane. Jedna od glavnih cesta od sjevera prema Kijevu, prolazila je kroz grad Buču, pa su na ovom mjestu ukrajinske snage postavljale zasjede kolonama ruskih vozila, nanoseći im nemale gubitke. U razdoblju od 27. veljače do 14. ožujka, Buča je nekoliko puta padala od kontrole jedne vojske, pod kontrolu druge vojske, da bi se napokon 31. ožujka Rusi povukli iz Buče, a za njima u grad ušle ukrajinske snage, čistivši posljednje ostatke Ruske vojske.

## Otkriće masakra
Nedugo nakon povratka Ukrajinaca, u Buču su ušle i međunarodne novinarske ekipe, koje su otkrile gomile ubijenih civila koji su ležali po ulicama grada. Prizori na koje su naišli, odavali su dojam ljudi koji su ubijeni tijekom uobičajenih aktivnosti poput vožnje bicikla. Dio pronađenih ljudi ubijen je s rukama zavezanim na leđima, nakon čega im je pucano u potiljak. Jednom muškarcu kundakom je smrskana glava, a drugi je nekoliko puta bio upucan u prsa. Prema riječima gradonačelnika Buče, Anatolija Fedoruka, koji kaže da je osobno svjedočio nekim ubojstvima, Rusi su: "pucali u tri civilna automobila koja su pokušali pobjeći", a "napali [su i] trudnu ženu, čiji je suprug vrištao i molio da ju ne ubiju, ali su ju upucali". Jedna Ukrajinka rekla je da su njoj i njenom suprugu u kuću upali ruski vojnici, koji su tražili da im kažu: "gdje su nacisti u Buči". Nakon toga su optužili ukrajinsku vlast da je nacistička, njena supruga u papučama odveli izvan kuće, naredili mu da skine košulju, klekne, te ga potom ubili. Kod crkve u Buči, otkrivena je masovna grobnica, u kojoj je prema pisanju Moscow Timesa pokopano 57 ljudi. Dvadeset i pet djevojaka između 14 i 25 godina starosti, prijavilo je da su ih ruski vojnici tijekom okupacije silovali. Ministarstvo obrane Ukrajine objavilo je kako su naišli na razbacana trupla po ulicama i na autocesti dvadesetak kilometara izvan Kijeva. Nekoliko golih ženskih tijela koje su počinitelji pokušali spaliti, pronađeno je pokraj ceste.

## Broj žrtava
Odmah nakon oslobođenja grada procijenjeno je da ruske su snage ubile u ovom masakru preko 300 ukrajinskih civila. Broj poginulih unutar i oko grada Buče iznosio 410 ljudi.
Do 19. travnja pronađeno je na gradskim ulicama, u zgradama i masovnim grobnicama 412 tijela, izjavio je gradonačelnik Buče Anatolij Fedoruk.

## Društveno-kulturološka pozadina počinjenih zločina
Prema tezi ruske dramaturginje i esejistice Irine Rastorgujeve, većina ruskih vojnika poslanih u Ukrajinu, nije u rat poslana iz urbanih središta poput Moskve ili St. Peterburga, nego iz najsiromašnijih regija Rusije - iz istočne ili središnje Rusije. Rastorgujeva, sama sa životnim iskustvom sa Sahalina, kaže da je nasilje u ovim krajevima Rusije eksplodiralo nakon raspada SSSR-a devedesetih. U dotičnim krajevima nema puno mogućnosti za zaraditi novac, jer nema posla, stoga je mnogim mladima jedini izlaz odlazak u vojsku. Mnogi od tih mladića su, kaže Rastorgujeva, i prije odlaska u rat bili uključeni u razne kriminalne aktivnosti. Autorica kaže da je u regiji iz koje su rodom ti vojnici nasilje zapravo norma, a empatija uzrokuje fizičku bol, jer ako nisi zlostavljač, postaješ žrtva.

## Galerija slika
- Mrtvi civili na ulicama.
- Ljudi sa zavezanim rukama na leđima, ubijeni u nekom podrumu.

## Reakcije
Nakon otkrića masakra, većina međunarodne zajednice osudila je masakr, uz izuzetak Rusije, koja je tvrdila da se radi o "isceniranoj provokaciji".
- Ukrajinske vlasti usporedile su pokolj sa sličnim ratnim zločinima koji su se dogodili na području bivše Jugoslavije, kao što je genocid u Srebrenici 1995. godine.  Ukrajinski ministar obrane Oleksij Reznikov masakr u Buči, usporedio je događaj sa zločinima počinjenim nakon pada Vukovara.[23]
- Predsjednik Sjedinjenih Američkih Država Joe Biden nazvao je zločine u Buči "sramotnima" i dodao da bi Vladimiru Putinu trebalo suditi za ratne zločine.[24]
- Premijer Ujedinjenog Kraljevstva Boris Johnson izjavio je da zločini u Buči "nisu daleko od genocida".[25]
- Francuski predsjednik Emmanuel Macron pozvao je na dodatne sankcije usmjerene protiv ruskih energenata.[26]
- Indija je osudila ubojstva u Buči i pozvala na neovisnu istragu.[27]
- Kineske vlasti izjavile su da su slike iz Buče: "duboko uznemirujuće", ali nikoga nije prozvala dok ne budu poznate sve činjenice.[28]
- Zoran Milanović komentirao je pokolj civila u Buči riječima: "O tome ne znam ništa [...]To je daleko. Rusi su se povukli, što je tamo pronašao, tko je tamo pronašao... Iz hrvatskog iskustva, pustite me s tim, molim vas. Budite jako oprezni."[29] Iz Ministarstva vanjskih i europskih poslova priopćeno je: "“Zgroženi smo strašnim prizorima iz Buče gdje je pod ruskom okupacijom stradao velik broj civila. Čvrsto stojimo uz Ukrajinu [...] Nema opravdanja za ubijanje nedužnih civila, čime se gaze temelji na kojima počiva Europa”.[30] Hrvatski premijer Andrej Plenković također je osudio pokolj civila u Buči.[31]
- Šefica Europske komisije, Ursula von der Leyen, posjetila je Buču 9. travnja 2022., izjavivši da se "cijeli svijet tuguje s ljudima Buče" i da su oni ti koji brane granice Europe. Također je obećala moralnu potporu i financijsku pomoć.[32]